# 盖伦贝格
盖伦贝格是德国莱茵兰-普法尔茨州的一个市镇。总面积3.95平方公里，总人口96人，其中男性46人，女性50人（2011年12月31日），人口密度24人/平方公里。